# Station Mane
Station Mane is een spoorwegstation in de Franse gemeente Mane. Het station is gesloten.